# Verbascum giganteum
Verbascum giganteum é uma espécie vegetal da família Scrophulariaceae.
O seu nome comum é verbasco.

## Descrição
É uma planta bienal herbácea, sem ramos, erecta, com uma altura de 100 a 150 cm e com una roseta basal de folhas grandes. É de uma cor cinza verde clara. A planta inteira, incluindo o fruto, está coberta por uma capa densa de pêlos estrelados, dando-lhe um tacto muito suave.
As flores são de cor amarela e estão dispostas numa espiga longa e densa. Apresentam pêlos nas bordas das pétalas. Os 5 estames da flor possuem também pêlos longos e brancos nos seus filamentos.

## Distribuição e habitat
É um endemismo da Península Ibérica. Cresce em areias soltas das praias e em sub-bosques de pinheirais.

## Citologia
O número de cromossomas desta espécie e dos táxones infraespecíficos é de 2n=36.

## Taxonomia
A espécie foi descrita por Heinrich Moritz Willkomm (1821-1895) na obra Linnaea; Ein Journal für die Botanik in ihrem ganzen Umfange. Berlin (Linnaea 25: 51. 1852), no ano de 1852.

## Subespécies
- Verbascum giganteum subsp. martinezi Valdés
- Verbascum giganteum subsp. giganteum Willk.

Híbridos
Esta espécie forma híbridos com Verbascum haenseleri:
- Verbascum × pobicum Sutorý (Verbascum haenseleri Boiss. × Verbascum giganteum Willk.)